# Educational Testing Service
Der Educational Testing Service (ETS) ist ein US-amerikanisches gemeinnütziges Unternehmen, das standardisierte Prüfungsverfahren im Bildungsbereich anbietet. Im Jahre 1947 gegründet, ist der ETS heute weltweiter Marktführer im Bereich der sogenannten „Testindustrie“. Die Firmenzentrale ist im Lawrence Township, in der Nähe von Princeton (New Jersey). Die bekanntesten von ETS angebotenen Prüfungen sind der Englisch-Test TOEFL und der Studierfähigkeitstest SAT.
ETS entwickelt seine standardisierten Testverfahren vorrangig für die USA und führt internationale Tests in über 180 Ländern und an 9.000 Orten der Welt durch, darunter TOEFL (Test of English as a Foreign Language), TOEIC (Test of English for International Communication), GRE (Graduate Record Examinations) General and Subject Tests und The Praxis Series tests. Insgesamt führt ETS jährlich 20 Millionen Prüfungen weltweit durch.

## Kritik
Kritisiert werden die unverhältnismäßig hohen Preise der Tests, die es Menschen mit geringem Einkommen erschweren einen Studienplatz zu erlangen. Das Unternehmen wird von Kritikern als Quasimonopol bezeichnet, da Alternativen schwerer zugänglich sind oder von Universitäten gar nicht akzeptiert werden. Von den Testgebühren landet nur ein kleiner Teil bei den durchführenden Testzentren. Nach Unternehmensangaben decken die Kosten Entwicklung, Produktion, Verwaltung und Benotung der Tests. Jedoch stiegen die Testgebühren kontinuierlich an, obwohl immer mehr Tests durchgeführt werden. Dabei wäre zu erwarten, dass die Grenzkosten sinken. Als gemeinnütziges Unternehmen muss ETS in den USA keine Steuern zahlen, jedoch werden exorbitante Gehälter und Bonuszahlungen an Mitarbeiter getätigt.